# Шамис, Давид Лазаревич
Давид Лазаревич Шамис — советский микробиолог, доктор биологических наук, профессор, член-корреспондент АН Казахской ССР.

## Биография
Родился в 1902 году в м. Голта в Херсонской губернии.
В 1922 году родился сын — будущий писатель Морис Симашко.
В 1926 году окончил Одесский институт народного образования (Одесский государственный педагогический институт).
В 1926—1930 годах — заведующий трудовой школой и педагог в Тростянце в Винницкой области.
В 1930—1933 годах — аспирант Одесского зообиологического института.
В 1933—1939 годах — старший бактериолог Одесского консервного завода.
В 1939—1941 годах — ассистент кафедры Одесского государственного университета.
В 1944—1954 годах — заведующий сектором микробиологии АН КазССР.
В 1948 году — доктор биологических наук.
В 1954 году — профессор.
В 1954—1956 годах — доцент кафедры Казахского сельскохозяйственного института.
В 1956—1963 годах — директор Института микробиологии и вирусологии АН КазССР.
В 1958 году — член-корреспондент АН Казахской ССР.
В 1961 или 1966 году — Заслуженный деятель науки Казахской ССР.
В 1963—1972 годах — заведующий лаборатории Института микробиологии и вирусологии АН КазССР.
Автор более 70 научных публикаций, в том числе одна монографии.
Исследования в области технической микробиологии, в частности интенсификации винодельческого и хлебопекарного производства, использования микроорганизмов и кормопроизводства, биосинтеза белка на растительных гидролизатах и углеводородах нефти.
Умер в 1972 году в Алма-Ате, похоронен на Центральном кладбище.

## Труды
- Изучение дикорастущих тростников Казахстана как сырья для производства кормовых дрожжей и молочной кислоты. — Алма-Ата, 1958.
- Индуцированный синтез фосфатазы у кормовых дрожжей. — Алма-Ата, 1974.